# BAY 73-6691
BAY 73-6691 è un composto chimico di formula {\displaystyle {\ce {C15H12ClF3N4O}}}.

## Caratteristiche strutturali e fisiche
Appartiene alla classe delle pirazolopirimidine, ovvero si tratta di un 4,5-diidro-1H-pirazolo[3,4-d]pirimidina sostituito rispettivamente in posizione 1, 4 e 6 da gruppi 2-clorofenile, oxo e (2R)-3,3,3-trifluoro-2-metilpropile.
| N. di atomi pesanti                  | 24            |
| N. di atomi stereogenici             | 1             |
| N. di donatori di legami a idrogeno  | 1             |
| N. di accettori di legami a idrogeno | 6             |
| N. di legami ruotabili               | 3             |
| Massa monoisotopica                  | 356,0651732 u |
| Superficie polare                    | 59,3 Å²       |

## Farmacologia e tossicologia

### Farmacodinamica
È un inibitore potente e selettivo della fosfodiesterasi 9 (PDE9). Tale proteina è espresso in maniera preponderante nel cervello, con elevate concentrazioni specialmente nel cervelletto, neocorteccia, striato e ippocampo, e agisce limitando la trasduzione del segnale mediato da cGMP tipica dei recettori NMDA attivati dal legame coll'acido glutammico. Svolge inoltre un ruolo come induttore dell'apoptosi.
Conseguentemente, si ipotizza che inibitori selettivi di PDE9A possano prolungare le risposte biologiche al glutammato e anche amplificarne il segnale. Dal momento che questo processo è noto per essere coinvolto nel processo di apprendimento e memoria, gli inibitori di PDE9A potrebbero avere un effetto nootropico e, pertanto, essere utili per il trattamento dell'Alzheimer.

### Effetti del composto e usi clinici
Il medicinale, sviluppato dalla casa farmaceutica Bayer per il trattamento della malattia di Alzheimer, è in fase di sviluppo preclinico. In particolare si tratta di un agente neurorotettivo. Uno studio ha dimostrato che il composto è in grado di:
- attenuare lo stress ossidativo indotto da peptidi β-amiloidi in vivo e in vitro
- proteggere le cellule SH.SY5Y contro la neurotossicità indotta da Aβ25-35
- migliorare in modo significativo i deficit di memoria spaziale indotti da Aβ25-35
- migliorare sensibilmente i danni indotti da Aβ25-35 nei neuroni dell'ippocampo